# Paul Vandevelde
Joseph François Jean Paul Vandevelde (Leuven, 8 januari 1910 - 1987) was een Belgisch volksvertegenwoordiger.

## Levensloop
Hij promoveerde tot doctor in de rechten en vestigde zich als advocaat in Leuven.
In 1938 werd hij gemeenteraadslid in Leuven en later werd hij ook schepen. 
In 1945 volgde hij de overleden Charles Dejaegher op als liberaal volksvertegenwoordiger voor het arrondissement Leuven en vervulde dit mandaat tot aan de wetgevende verkiezingen van 1946.